# Gigantochloa bastareana
Gigantochloa bastareana är en gräsart som beskrevs av H.B. Naithani och R.C.Pal. Gigantochloa bastareana ingår i släktet Gigantochloa och familjen gräs. Inga underarter finns listade i Catalogue of Life.